# Запорожец, Андрей Владимирович
Андре́й Николаевич Запоро́жец (Sun) (укр. Андрій Миколайович Запорожець; род. 5 сентября 1979, Харьков) — украинский певец, автор песен исполнитель музыки в стилях фанк, регги и фьюжн. Лидер рок-группы «SunSay».
Участник группы «5’Nizza» (2000—2007, 2015—настоящее время), также был приглашённым участником группы «Lюк» (2003—2004).

## Биография
Андрей Владимирович Запорожец (он же Сан Саныч, или просто Sun) родился 5 сентября 1979 года в Харькове.
С детства занимался пением в капелле оперного театра и тхэквондо. Перед Андреем встал выбор — спорт или вокал. Андрей выбрал пение и поступил в Харьковский лицей искусств. Там в 1994 году познакомился с Сергеем Бабкиным.
Окончил Харьковский медицинский институт, имеет высшее образование врача-педиатра.
Официально состоял в браке с Ниной Марченко (директор группы «SunSay»), от которой имеет дочь Соню.

### 5’Nizza
В середине 1990-х Андрей и Сергей организовали музыкальный дуэт: Сергей играет на гитаре, Андрей — поёт. По окончании лицея к 2000 году образовывается регги-дуэт «Пятница».
В 2002—2003 годах группа выпускает альбом «Анплаггед», который «взрывает» Украину и попадает в Россию.
В 2003 году группа выпускает альбом «Пятница» — официальную студийную версию «Анплаггеда», а через год — «О5».
К 2007 году Андрей попытался «внедрить» в группу другие музыкальных инструменты — так Sun задумал сделать музыку группы «насыщенней». Но в результате записи третьего альбома «Пятницы» гитарная и вокальная партия Сергея Бабкина была «заглушена» и отошла на второй план, из-за чего концепция группы нарушилась.
Сергей Бабкин покидает «Пятницу», а Андрей создаёт новый проект — «SunSay».

### SunSay
Украинская фьюжн-фанк-рэгги группа «SunSay», основанная бывшим вокалистом 5’Nizza Андреем «Sun» Запорожцем. Основана в 2007 году, изначальный репертуар составляет переработанный материал третьего неизданного альбома группы «5’nizza». Песни исполняются на русском, украинском и английском языках.
В процессе записи нового альбома стало понятно, что задуманное участниками расширение состава сведёт на нет функции человека-оркестра Сергея Бабкина. В результате запись дала миру новый проект — группу SunSay, центром которой стал вокалист 5’nizza Сан (Андрей Запорожец). На альбоме, который группа выпустила в 2007 году, перемешано множество стилей от регги до фанка. Добавились электрические гитары, бас, клавиши. Первая презентация группы SunSay состоялась в рок-клубе «Апельсин». Этот концерт оказался более чем успешным.

## Состав группы SunSay
- Андрей Запорожец — вокал
- Роман Кучеренко — бас-гитара
- Сергей Балалаев — барабаны, перкуссия (до 2017 года)
- Руслан Гаджимурадов — барабаны, перкуссия
- Тося Чайкина — бэк вокал, клавишные
- Владислава Лефор — бэк-вокал
- Стас Смирнов — клавишные
- Сергей Клевенский — духовые этнические инструменты
- Денис Харлашин — гитара

## Дополнительные факты
- Помимо работ в группах «Пятница» и «Sunsay» Андрей был бэк-вокалистом фьюжн-группы «Lюк» и Odnono.
- Андрей с 18 лет занимается дзен-буддизмом, что открыто выражается в его текстах песен.
- Имеет множественные татуировки, среди них солнышко на шее и букву S на левом плече.
- Одну из первых песен «Пятницы» — «Ты кидал» — Андрей написал, когда учился в лицее.
- Андрей участвовал в записи песни группы «Психея»  - ШШШ.

## Награды
- 2003 — Премия «Поборол» в номинации «Прорыв года» — 5’Nizza
- 2004 — Премия журнала Fuzz в номинации «Лучшая новая группа года» — 5’Nizza
- 2008 — Премия RAMP в номинации «Прорыв года» — SunSay ft. Noize MC
- 2010 — Номинация на премию RAMP в номинации «Клип года» — SunSay, «Будь слабее меня»

## Дискография

### Студийные альбомы

#### 5’Nizza
- 2003 — Анплаггед
- 2004 — Пятница
- 2005 — О5
- 2017 — КУ

#### Lюк
- 2004 — Lemon

#### Odnono
- 2010 — Свободный или мертвый

#### SunSay
- 2007 — SunSay
- 2010 — Дайвер
- 2011 — ЛЕГКО
- 2013 — Благодари
- 2014 — V
- 2016 — Выше головы[укр.][1]

### Синглы
- Солнце
- У тебя есть всё
- Будь слабей меня
- Сонин сон
- Відчувай
- Море
- Спасибо
- Всё равно

### Видеоклипы

#### 5’Nizza
- Ямайка (2003)
- Солдат (2003)
- Новый День (2005)
- I Believe In You (2015)
- Самолет (2017)

#### SunSay
- У тебя есть всё (2008)
- Будь слабей меня (2010, режиссёры — Егор Абраменко, Алексей Боченин)
- Мама (2011, режиссёр — Егор Абраменко)
- Wind Song (ft. John Forté) (2011, режиссёр — Petter Ringbom)
- Благодари (2013, режиссёр — Егор Абраменко)
- Долетим (2014, режиссёр — Валерий Невин)
- Полчаса (2015, режиссёр — Анна Лазар)